# Svetlana Radojković Mihajlović
Svetlana Radojković Mihajlović (Požarevac, 7. decembar 1947 — Požarevac, 24. maj 2019) bila је požarevački i srpski zavičajni pisac.

## Biografija
Svetlana Radojković Mihajlović rođena je i živela do kraja svog života u starosedelačkom delu Požarevca, koji je često opisivala u svojim pričama. U sportsku salu ušla je sa sedam godina i sa dosta uspeha se bavila sportskom gimnastikom. Atletika joj se sama nametnula pobedom u jednom krosu kao dvanaestogodišnja devojčica. Istrčala je nakon toga puno kroseva, uličnih trka, trka na prugama od 400-1500 metara. Trener joj je bio Franjo Mihalić. Rani prekid sportske karijere uzrokovala je porodična tragedija.
Školovala se u Požarevcu i Beogradu. Njene priče emitovane su na talasima Radija Beograd, Novosadskog radija i brojnih lokalnih radio stanica. Dobitnica je Karađorđeve povelje za novelu „Prinčeva bajka”. Na konkursu nedeljnika „Reč naroda” osvojila je prvu nagradu za priču „Pesmom u oblake” i treću nagradu za priču „Prečica”. Na konkursu Književnog kluba „Dušan Matić” iz Ćuprije nagrađena je njena priča „Putovanje”. U antologiji „Pod vizantijskim nebom”  uvrštena je Svetlanina pripovetka „Stara mala”. Svoje tekstove je često objavljivala u dnevnim i književnim časopisima kao što su: Politika ekspres, Bazar, Večernje novosti, Stig, Tokovi, Agape, Glas Banata, Niške novine, Građanin, Reč naroda.
Preminula je nakon teške bolesti. Sahranjena je 25. maja 2019. godine na Starom groblju u drugoj stazi u Požarevcu. Pored knjiga koje je ostavila za sobom, postoje i brojni neobjavljeni rukopisi i pripovetke. Deo teksta koji je objavljen u njenoj poslednjoj knjizi „Tu, oko mene” u mnogome opisuje njen odnos prema svom stvaralaštvu i životu:
Od samog dolaska na svet svi hrlimo u istom pravcu. Neki jure kroz život, pored nekih on prolazi, odvažni idu ispred njega, a samo retki uspevaju da ga zaustave i nastave u vreme koje će ih razumeti. U svom sadržaju ima život i vrednosti i lepote, ali je banalnost ta koja ga čini nesavršenim. Ipak, za utehu ostaje saznanje, da se sa smrću život ne završava. Sakriju se njegovi trenuci i zrnca u tragovima dragih i nedragih, voljenih i odbačenih. Ne znamo kada u ostavljenom tragu probudiće se usnulo vreme, započeti bol koji će ispričati priču.

## Objavljene knjige
- Inat - zbirka pripovedaka, 1994. Katalogizacija u publikaciji Narodna biblioteka Srbije, Beograd; CIP 336.1/.2-32 - Izdavač: Književna kelija "Sveti Sava" Paraćin
- Inat zbirka pripovedaka, dopunjeno izdanje, 1998. Katalogizacija u publikaciji Narodna biblioteka Srbije, Beograd; CIP  886.1-36 - Izdavač: centar za kulturu Malo Crniće
- Govor Duše roman, 2003. Katalogizacija u publikaciji Biblioteka Matice srpske, Novi Sad;   821.163.41-31;  86-7564-135-4;  ; Izdavač - Srpska knjiga Grafopromet, Ruma[5]
- Posle sna roman, 2008. Katalogizacija u publikaciji Biblioteka Matice srpske, Novi Sad;   821.163.41-31;  978-86-7564-485-9; ; Izdavač Srpska knjiga Grafopromet, Ruma[6]
- Spomenar knjiga dokumentarne proze, 2010. Katalogizacija u publikaciji Narodna biblioteka Srbije, Beograd; CIP  821.163.41-94; 641.5(083.12);  86-907997-0-2; ; Izdavač - Stojadinović, Petrovac na Mlavi[7]
- Osmi dan roman, 2010. Katalogizacija u publikaciji Narodna biblioteka Srbije, Beograd;  821.163.41-34;  978-86-913811-0-3;  ; Izdavač: Stojadinović, Petrovac na Mlavi[8]
- Život je maraton, roman inspirisan životom i delom Franje Mihalića 2014. Katalogizacija u publikaciji Biblioteka Matice srpske, Novi Sad;   821.163.41-31;  978-86-6261-036-2; ; Izdavač Srpska knjiga M, Ruma[9]
- Tu, oko mene zbirka pripovedaka, 2017.  Katalogizacija u publikaciji Narodna biblioteka Srbije, Beograd;  821.163.41-32;  978-86-7315-094-9;  ; Izdavač: Centar za kulturu, Požarevac[10]

## Spoljašnje veze
- Званичан сајт